# هنري مونتجومري
هنري مونتجومري (بالإنجليزية: Henry Montgomery)‏ هو سياسي بريطاني (وحمل سابقاً جنسية المملكة المتحدة لبريطانيا العظمى وأيرلندا)، ولد في 1863، وتوفي في 2 ديسمبر 1951. حزبياً، نشط في الحزب الليبرالي. في الانتخابات العامة في المملكة المتحدة 1906 ‏، انتخب عضو برلمان المملكة المتحدة الـ28 عن دائرة بريجواتر (12 يناير 1906 – 10 يناير 1910).